# 셈바불레구

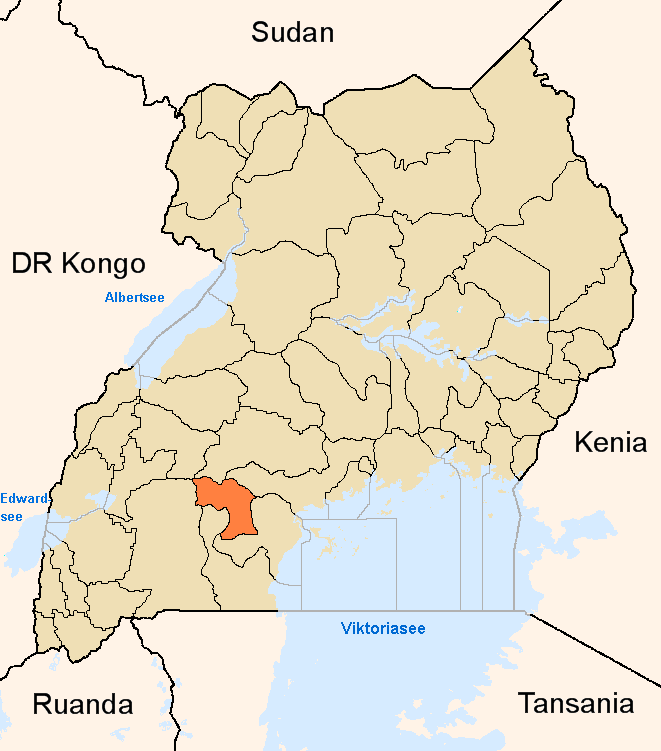
셈바불레 구의 위치

셈바불레구(Sembabule)는 우간다 남서부에 위치한 구로, 행정 중심지는 셈바불레이며 인구는 180,045명(2002년 인구 조사 기준)이다.
행정 구역상으로는 중부 주에 속하며 2개 군(르웨미야가 군, 마워골라 군)을 관할한다. 북쪽으로는 무벤데 구와 음피기 구, 남서쪽으로는 리안톤데 구, 서쪽으로는 키루후라 구, 북서쪽으로는 키엔조조 구와 접한다.

## 같이 보기
- 우간다의 행정 구역